# قائمة قرارات مجلس الأمن التابع للأمم المتحدة لعام 1951
تتضمن قائمة قرارات مجلس الأمن التابع للأمم المتحدة لعام 1951 جميع القرارات الصادرة عن مجلس الأمن التابع للأمم المتحدة خلال العام 1951.

## القائمة
| رقم القرار | الرمز           | نص القرار                         | موضوع القرار                    |
| ---------- | --------------- | --------------------------------- | ------------------------------- |
| 90         | S/RES/90 (1951) | نص الوثيقة على موقع الأمم المتحدة | شكوى الاعتداء على جمهورية كوريا |
| 91         | S/RES/91 (1951) | نص الوثيقة على موقع الأمم المتحدة | مسألة الهند وباكستان            |
| 92         | S/RES/92 (1951) | نص الوثيقة على موقع الأمم المتحدة | مسألة فلسطين                    |
| 93         | S/RES/93 (1951) | نص الوثيقة على موقع الأمم المتحدة | مسألة فلسطين                    |
| 94         | S/RES/94 (1951) | نص الوثيقة على موقع الأمم المتحدة | محكمة العدل الدولية             |
| 95         | S/RES/95 (1951) | نص الوثيقة على موقع الأمم المتحدة | مسألة فلسطين                    |
| 96         | S/RES/96 (1951) | نص الوثيقة على موقع الأمم المتحدة | مسألة الهند وباكستان            |

## المرجع
1. ↑  "Security Council Resolutions" (بالإنجليزية). الأمم المتحدة. Archived from the original on 2018-10-23. Retrieved 22 شباط / فبراير 2017. {{استشهاد ويب}}: تحقق من التاريخ في: |تاريخ الوصول= (help)